# Sestriere
Sestriere (IPA: /sesˈtrjɛre/; Ël Sestrier in piemontese, Sestrieras o La Sestriera in occitano, Sestrières in francese) è un comune italiano di 909 abitanti della città metropolitana di Torino, in Piemonte. Con i suoi 2035 m s.l.m. è il comune più alto d'Italia, riferendo l'altitudine all'altezza sul livello del mare della casa comunale.

## Geografia fisica

### Territorio

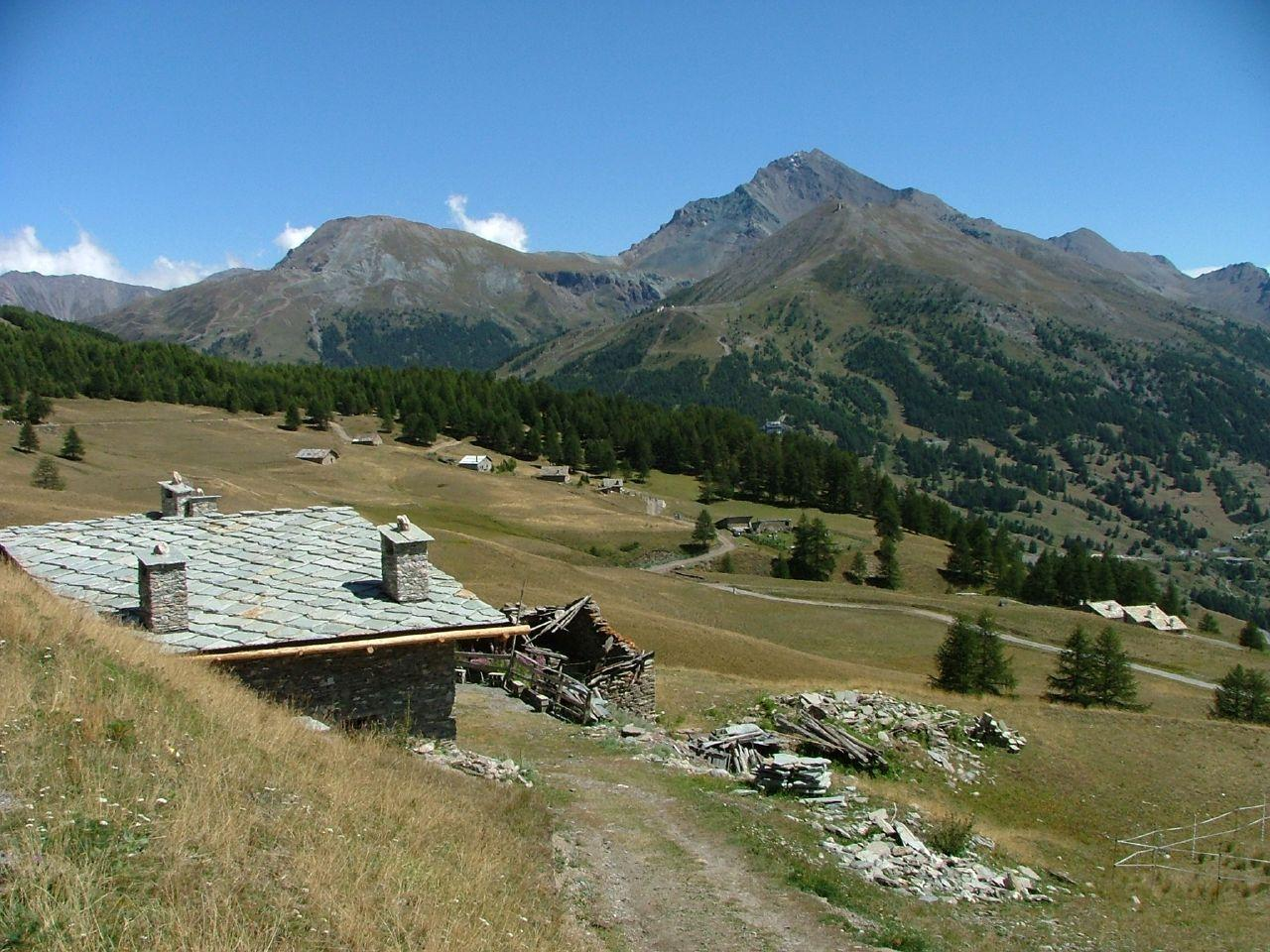
Monte Motta (a sinistra), la cima più elevata raggiunta dagli impianti di risalita di Sestriere

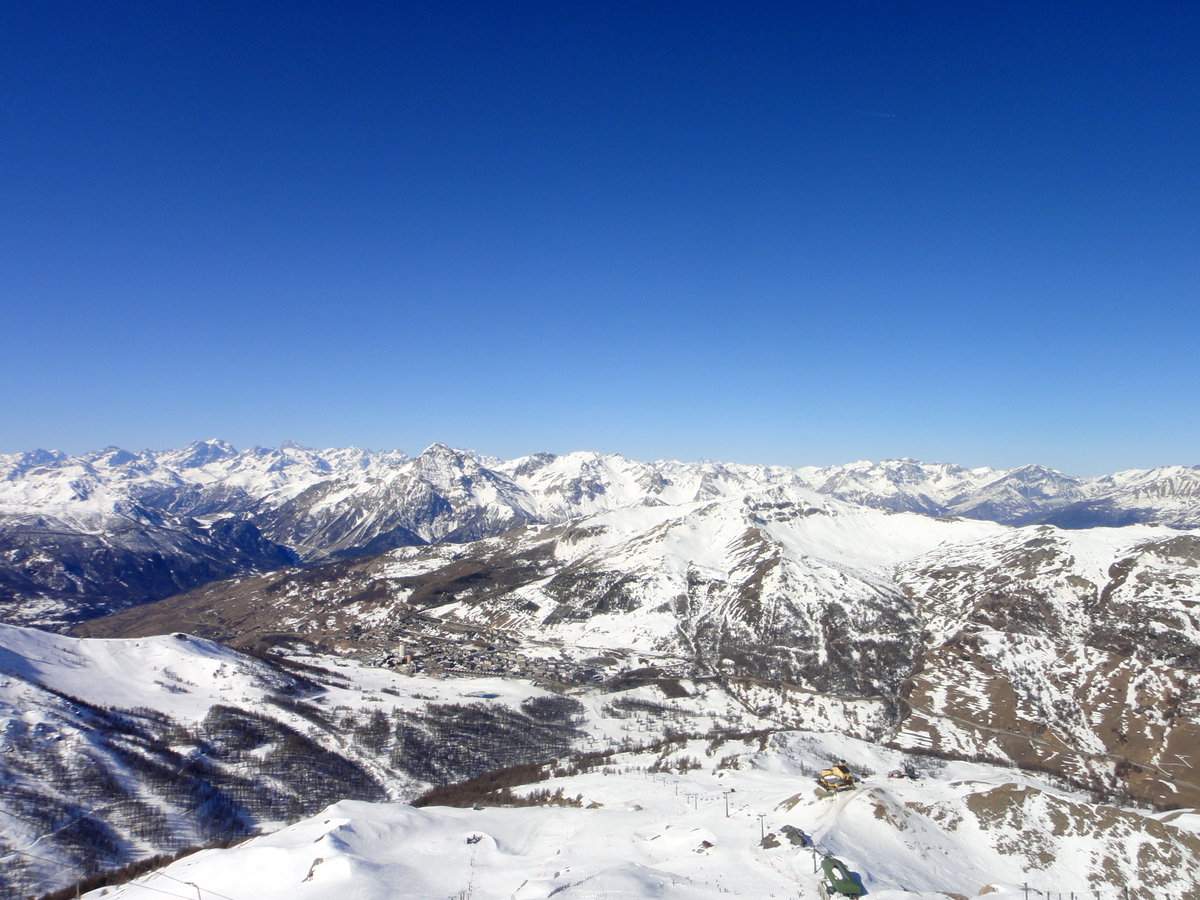
Panorama della conca dal Monte Motta.

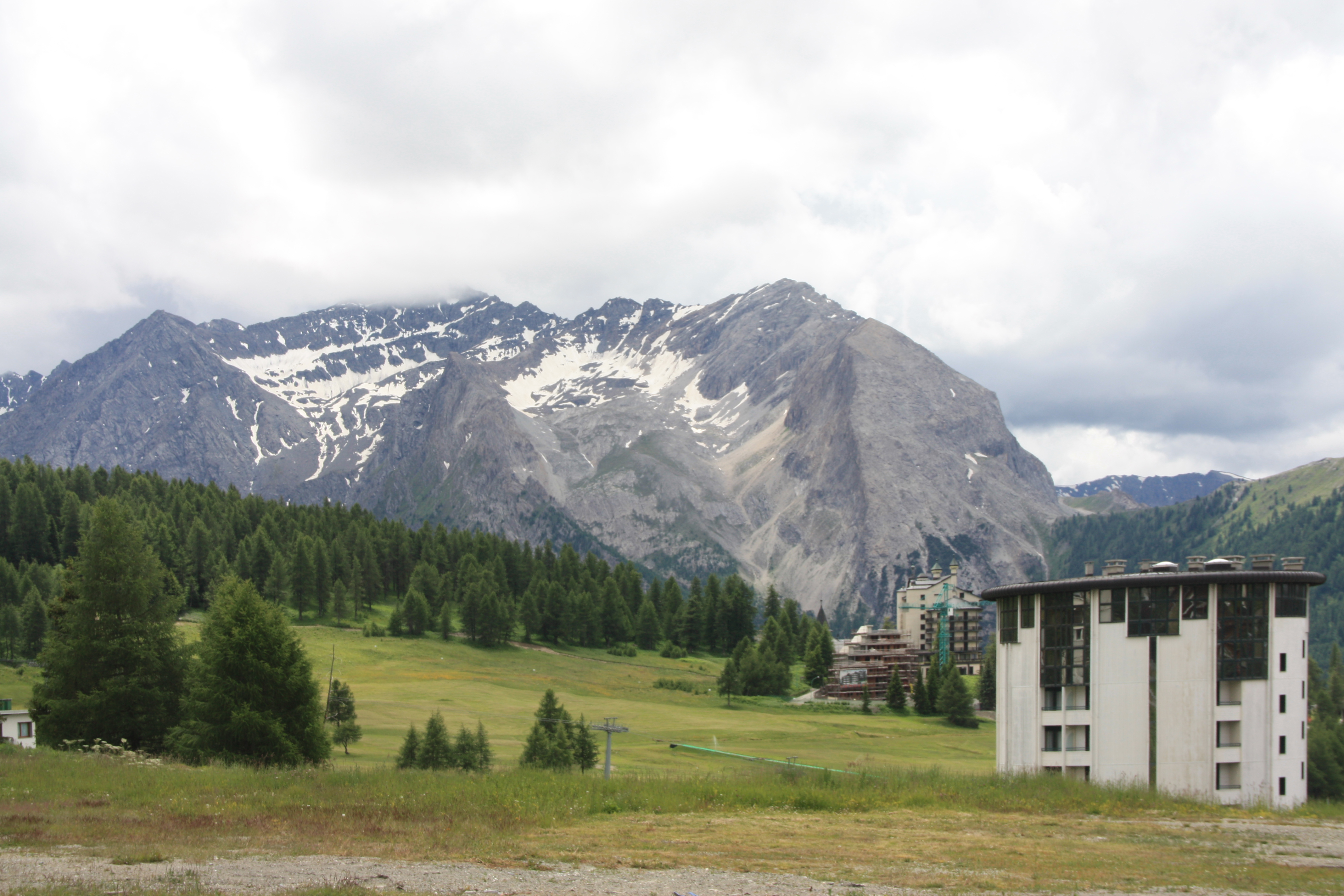
Vista panoramica.

Si trova sul colle omonimo che mette in comunicazione la Val Chisone e la Valle di Susa, dominato a nordovest dal monte Fraiteve (2701 m) a sudest dal monte Sises (2658 m), dalla Punta Rognosa di Sestriere (3280 m) e dal monte Motta (2850 m).
I nuclei abitativi sono Sestriere Colle, sulla linea di displuvio, Sestriere Borgata, nella valle del Chisone, Champlas du Col e Champlas Janvier, in quella di Susa.

### Clima

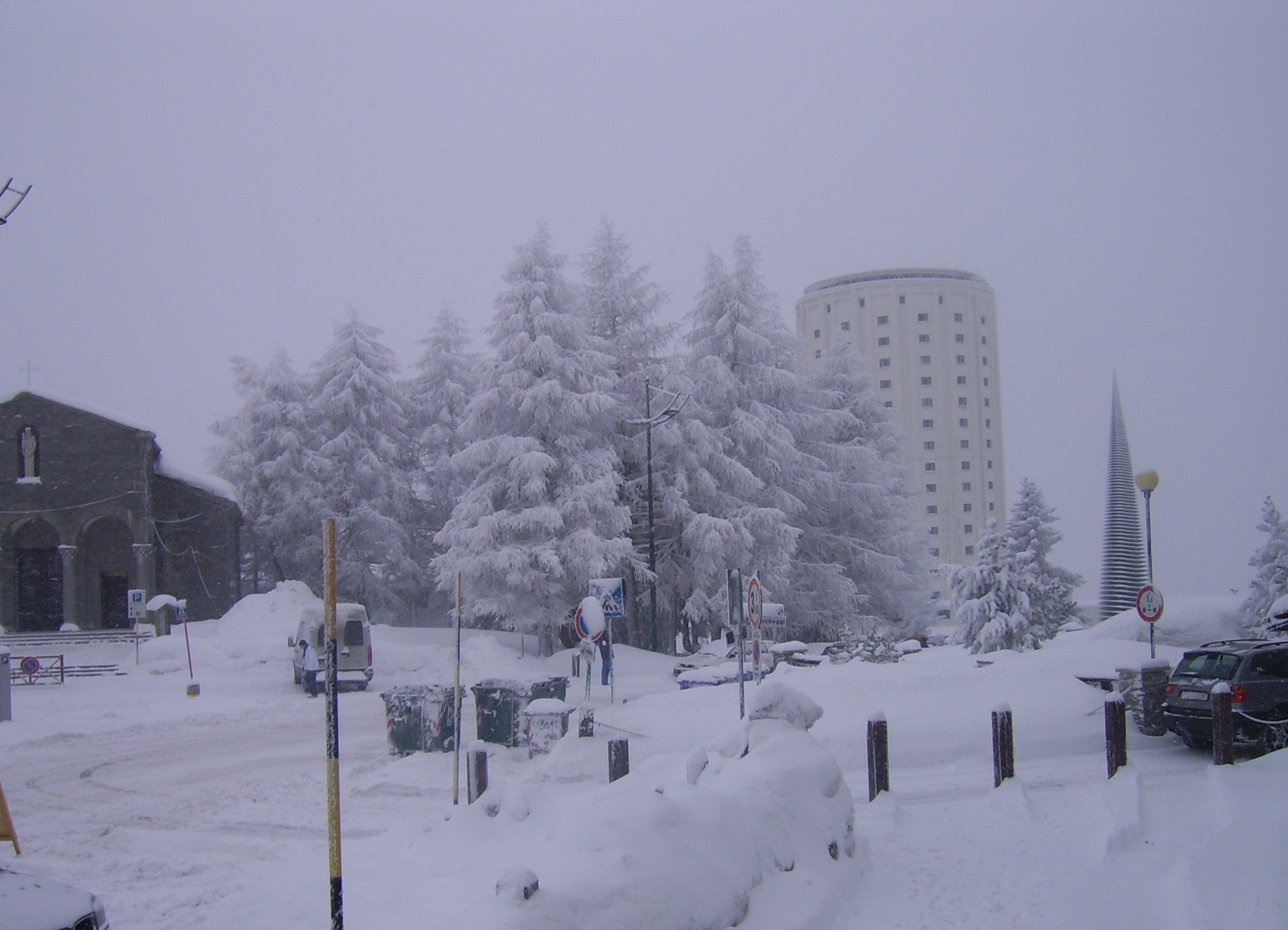
Sestriere in inverno

Il clima è di tipo alpino (Classificazione di Köppen G o Dfc), caratterizzato da estati fresche e umide e inverni rigidi e nevosi, dovuto essenzialmente alla considerevole altitudine alla quale è situato il comune piemontese. Detto clima lo rende uno dei comuni italiani con temperatura media annua più bassa in assoluto, con un valore pari a +2,9 °C, comunque notevolmente più mite di Livigno, nonostante la quota superiore. Sestriere non è una località particolarmente piovosa. La neve cade di solito da ottobre ad aprile, rendendolo uno dei comuni italiani più nevosi.. È il comune con il più alto valore ufficiale di gradi giorno in Italia, che raggiungono un valore di 5 165.
| Sestriere          | Mesi | Mesi | Mesi | Mesi | Mesi | Mesi | Mesi | Mesi | Mesi | Mesi | Mesi | Mesi | Stagioni | Stagioni | Stagioni | Stagioni | Anno |
| Sestriere          | Gen  | Feb  | Mar  | Apr  | Mag  | Giu  | Lug  | Ago  | Set  | Ott  | Nov  | Dic  | Inv      | Pri      | Est      | Aut      | Anno |
| ------------------ | ---- | ---- | ---- | ---- | ---- | ---- | ---- | ---- | ---- | ---- | ---- | ---- | -------- | -------- | -------- | -------- | ---- |
| T. max. media (°C) | −1,5 | −1,1 | 1,4  | 4,6  | 9,1  | 12,8 | 15,9 | 15,2 | 12,3 | 7,5  | 2,4  | −0,3 | −1,0     | 5,0      | 14,6     | 7,4      | 6,5  |
| T. min. media (°C) | −8,1 | −7,7 | −5,5 | −2,9 | 1,1  | 4,5  | 7,2  | 6,9  | 4,8  | 1,0  | −3,6 | −6,6 | −7,5     | −2,4     | 6,2      | 0,7      | −0,7 |

## Origini del nome
Il nome "Sestriere" deriva da Petra Sextreria, ovvero la sesta pietra che veniva utilizzata, come punto trigonometrico di riferimento, per misurare la distanza in miglia da Torino.

## Storia
Le origini di Sestriere sono molto recenti: il comune sorse infatti per regio decreto il 18 ottobre 1934 sui terreni dell'ex comune di Champlas du Col, che diventò una frazione, su quelli della frazione Borgata, separata dal comune di Pragelato, e su quelli di Sauze di Cesana, separato dal comune di Cesana e in seguito ricostituito come comune autonomo.
A partire dal 1930 Giovanni Agnelli, il fondatore della FIAT, che aveva acquistato per 40 centesimi al metro quadrato i terreni, fece costruire, su progetto di Vittorio Bonadè Bottino, due alberghi (noti come le torri), che seguono i temi del razionalismo italiano dell'epoca, tre funivie, costruite dall'impresa tedesca Adolf Bleichert & Co. di Lipsia e dirette ai monti Sises (1931), Banchetta (1933) e Fraiteve (1938).
La vita amministrativa del nuovo comune iniziò il 1º gennaio 1935: fu ideato lo stemma, una banda nera ed una verde ed in mezzo un paio di sci a rappresentare la vocazione di stazione invernale di Sestriere, e il primo podestà fu Paolo Frà. Nel corso degli anni trenta vennero costruiti anche una nuova strada, un trampolino per il salto con gli sci, un altro albergo, il "Principi di Piemonte", e un prestigioso campo da golf a 18 buche (il più alto d'Europa).
Questo sviluppo venne interrotto dalla seconda guerra mondiale, che bloccò il turismo e danneggiò gli impianti. Negli anni cinquanta iniziò la ricostruzione, guidata da Giovanni Nasi (nipote del senatore Agnelli e sindaco dal 1948 al 1980), e vennero costruite nuove sciovie e seggiovie. Dal 1967 si svolsero le gare di Coppa del Mondo di sci alpino, nel 1997 fu sede dei mondiali di sci e nel febbraio 2006 ospitò le gare di sci alpino dei XX Giochi olimpici invernali.
Nel 1966 è stata inoltre sede della IV Universiade invernale.

## Monumenti e luoghi d'interesse
La chiesa parrocchiale di Sant'Antonio Abate, a Champlas du Col, risale al XII secolo, ma venne ricostruita nel 1839 e restaurata completamente all'inizio del Novecento: al suo interno si trovano un pulpito del 1747 e un retablo in legno del XVII secolo.

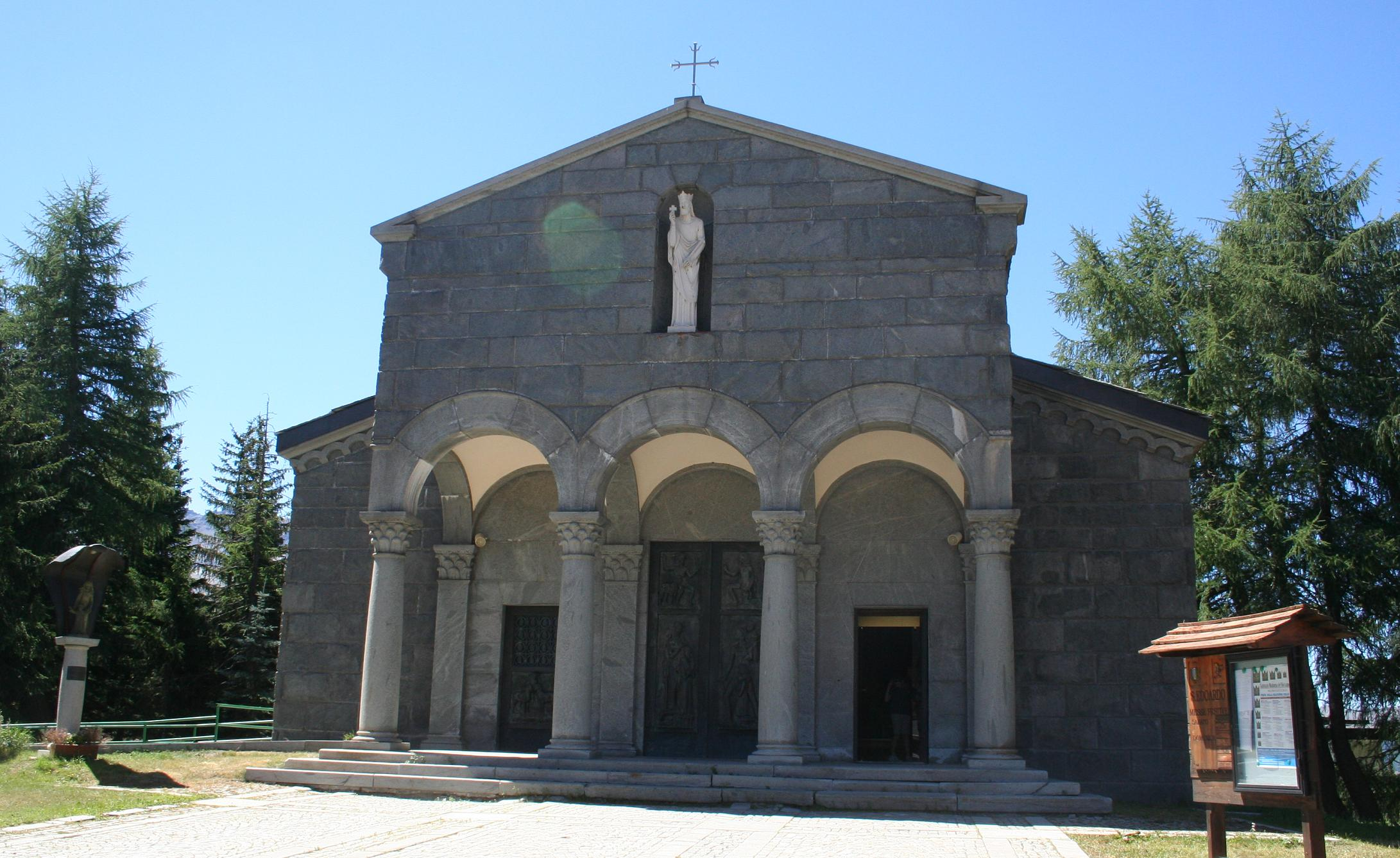
La chiesa di Sant'Edoardo

La chiesa di Sant'Edoardo, a Colle Sestriere, fu voluta da Giovanni Agnelli in memoria del padre Edoardo, morto in un incidente aereo nel 1935. Progettata da Vittorio Bonadè-Bottino in stile pseudo-romanico e costruita in gneiss dioritico, ha un portale in bronzo massiccio di Arturo Dazzi sul quale sono raffigurati i sette figli di Edoardo Agnelli; nell'interno si trovano un Crocifisso e un'Addolorata scolpiti in marmo da Edoardo Rubino, una statua di sant'Edoardo in porfido rosso ed una Via Crucis in bronzo dorato di Francesco Messina ed una statua della Vergine dell'Accoglienza di Tonino Scuccimarra.
Nel 1914 venne eretto un obelisco che commemora la strada fatta costruire cent'anni prima da Napoleone per mettere in comunicazione il Piemonte e l'Alta Savoia. L'obelisco fu distrutto nel 1950 per fare spazio ad altri edifici, ma fu poi ricostruito nel 1987 in via Pinerolo.
La cappella della Regina Pacis fu costruita tra il 1922 e il 1924 per ricordare i caduti della Val di Susa e della Val Chisone nella prima guerra mondiale.

I due alberghi a torre con rampe interne elicoidali sono tra i primi del genere e costituiscono un interessante esempio di architettura moderna.

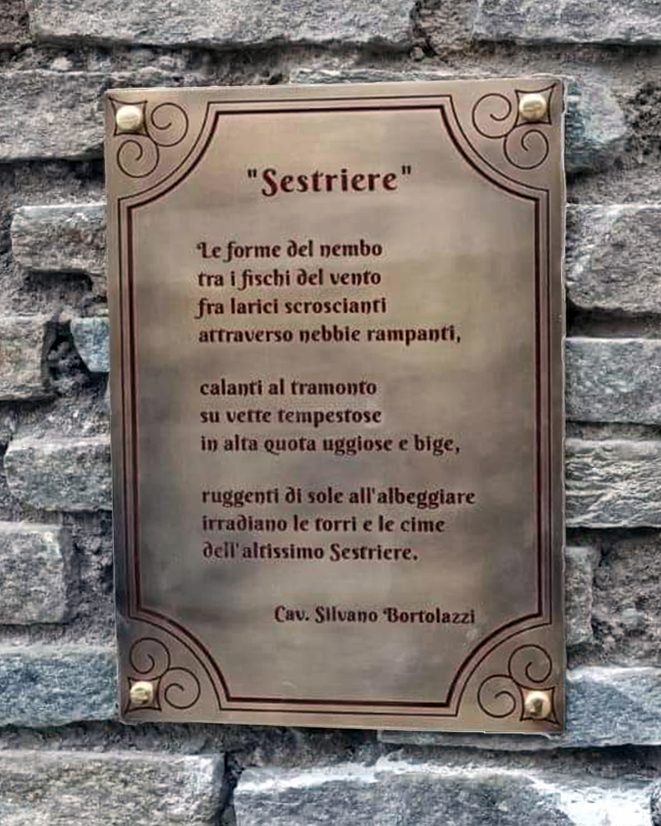
Epigrafe poetica

Per rendere onore al fatto di aver ospitato nel 2006 i XX Giochi olimpici invernali e i IX Giochi paralimpici invernali, in particolare le gare di sci alpino, presso la via Louset nel 2022 è stata affissa dall'amministrazione comunale una epigrafe poetica incisa su targa in ottone, donata dall'autore, recante la lirica "Sestriere".

## Società

### Evoluzione demografica
Abitanti censiti

### Etnie e minoranze straniere
Secondo i dati ISTAT al 31 dicembre 2009 la popolazione straniera residente era di 97 persone. Le nazionalità maggiormente rappresentate in base alla loro percentuale sul totale della popolazione residente erano:
Albania 48 5,41%
Romania 42 4,74%

## Economia

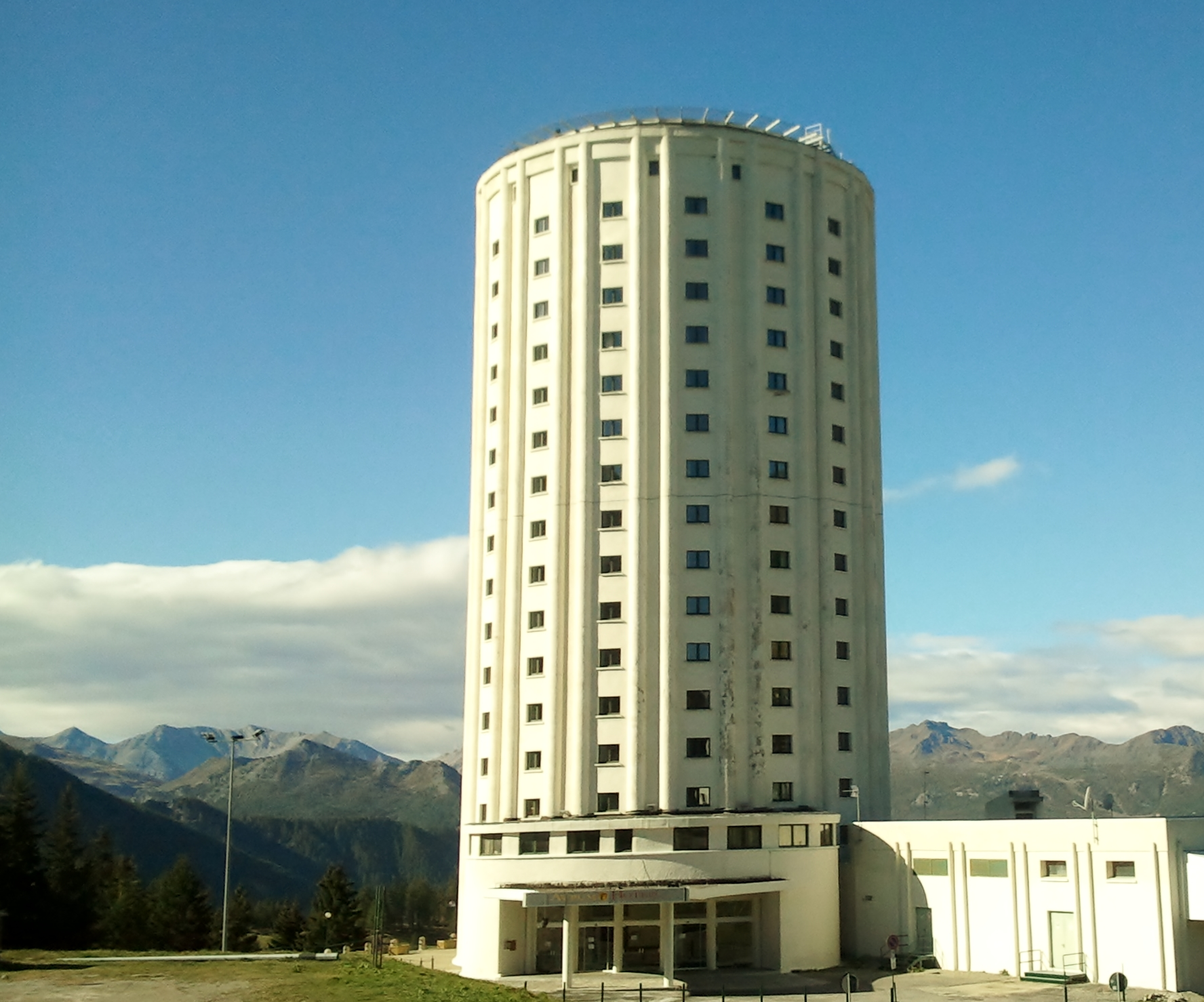
L'albergo Duchi d'Aosta

L'economia di Sestriere dipende quasi esclusivamente dal turismo, che si avvale di un'attrezzatura alberghiera di prim'ordine.
Fa parte, insieme alle località di Claviere, Sauze d'Oulx, Cesana, San Sicario e Pragelato del comprensorio sciistico della Via Lattea. Le sue piste più interessanti, sede anche di competizioni internazionali, sono:
- Banchetta
- Fraiteve
- Sises

Complessivamente le piste sono 212, servite da 70 impianti di risalita, per una lunghezza di 400 km, 120 dei quali innevati artificialmente.
Il complesso degli impianti di risalita del Sestriere, di proprietà fino ad ora della Sestriere s.p.a., società che faceva capo alla famiglia Agnelli, è stato ceduto nel 2022 all'inglese Icon Infrastructure.

## Infrastrutture e trasporti

### Strade
Il paese è servito dalle seguenti reti stradali:
- Autostrada A32 (Torino-Bardonecchia), uscita Oulx Ovest (22 km).

- Autostrada A55 (Torino - Pinerolo), uscita Pinerolo (61 km).

- Strada provinciale 23 del Colle di Sestriere (SP 23R).

### Ferrovie

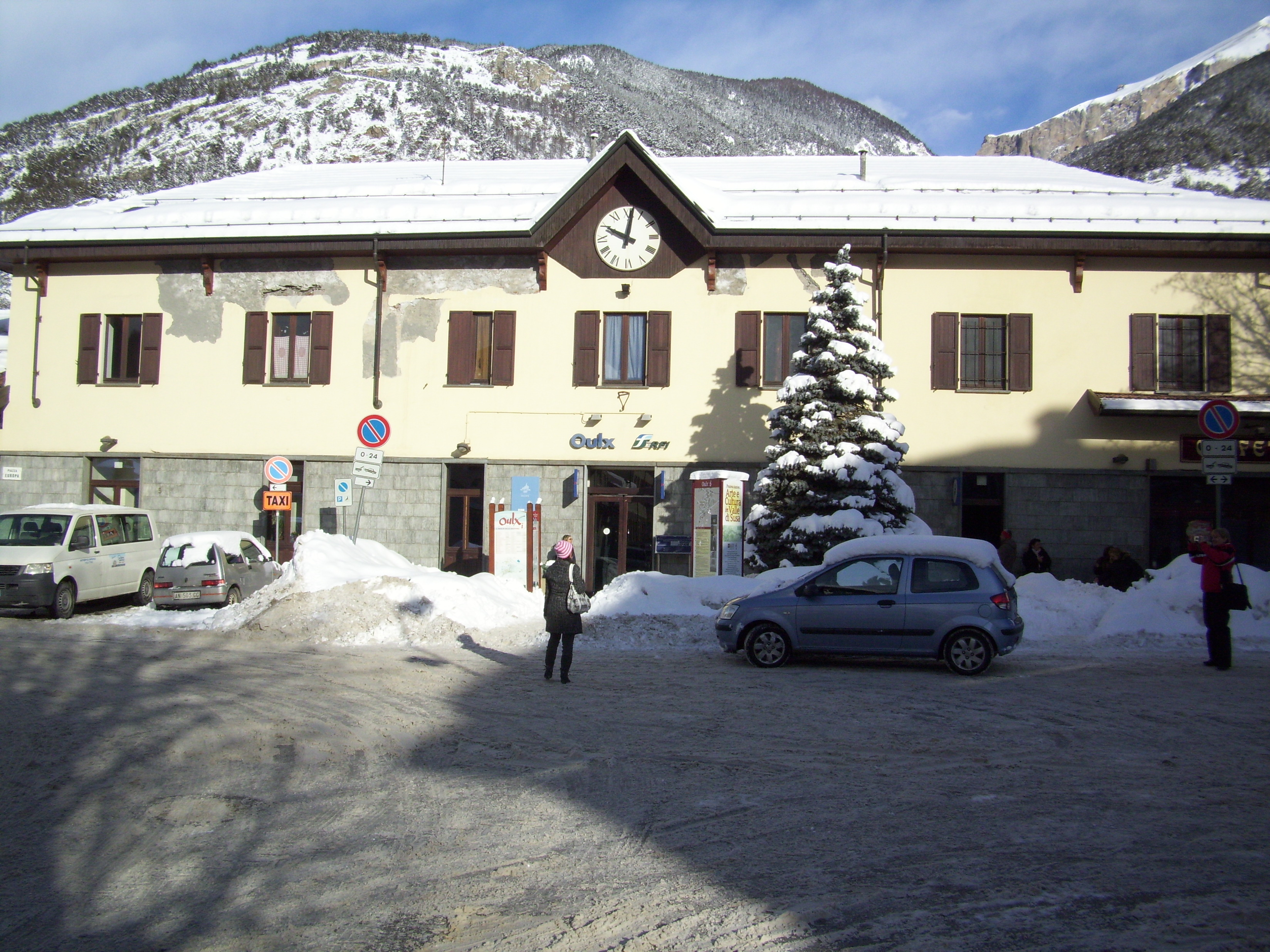
Stazione di Oulx-Cesana-Claviere-Sestriere

Il comune è servito dalla stazione di Oulx-Cesana-Claviere-Sestriere, posta sulla linea del Frejus.

### Mobilità urbana
- Sestriere è collegato mediante linee di autobus con Torino, Pinerolo, Oulx, Cesana e Claviere.

- Nella stagione invernale è presente una navetta gratuita che collega Sestriere con Pragelato.[34]

## Amministrazione

Gonfalone civico

| Periodo           | Periodo           | Primo cittadino        | Partito                       | Carica      | Note   |
| ----------------- | ----------------- | ---------------------- | ----------------------------- | ----------- | ------ |
| 1948              | 1980              | Giovanni Nasi          | lista civica                  | Sindaco     |        |
| ...               | ...               | ...                    | ...                           | ...         |        |
| 26 giugno 1985    | 29 maggio 1990    | Bruno Strazzabosco     | lista civica                  | Sindaco     | [ 35 ] |
| 29 maggio 1990    | 24 aprile 1995    | Francesco Jayme        | Partito Repubblicano Italiano | Sindaco     | [ 35 ] |
| 24 aprile 1995    | 14 giugno 1999    | Francesco Jayme        | lista civica                  | Sindaco     | [ 35 ] |
| 14 giugno 1999    | 14 giugno 2004    | Francesco Jayme        | lista civica                  | Sindaco     | [ 35 ] |
| 14 giugno 2004    | 8 giugno 2009     | Andrea Maria Colarelli | lista civica                  | Sindaco     | [ 35 ] |
| 8 giugno 2009     | 18 gennaio 2010   | Valter Marin           | lista civica                  | Sindaco     | [ 35 ] |
| 18 gennaio 2010   | 30 marzo 2010     | Laura Ferraris         |                               | Comm. pref. | [ 35 ] |
| 30 marzo 2010     | 31 maggio 2015    | Valter Marin           | lista civica                  | Sindaco     | [ 35 ] |
| 31 maggio 2015    | 21 settembre 2020 | Valter Marin           | lista civica Più Sestriere    | Sindaco     | [ 35 ] |
| 21 settembre 2020 | in carica         | Giovanni Cesare Poncet | lista civica Grande Sestriere | Sindaco     | [ 35 ] |

### Altre informazioni amministrative
Il comune faceva parte della Comunità Montana Valle Susa e Val Sangone.

## Sport

### Sport sulla neve

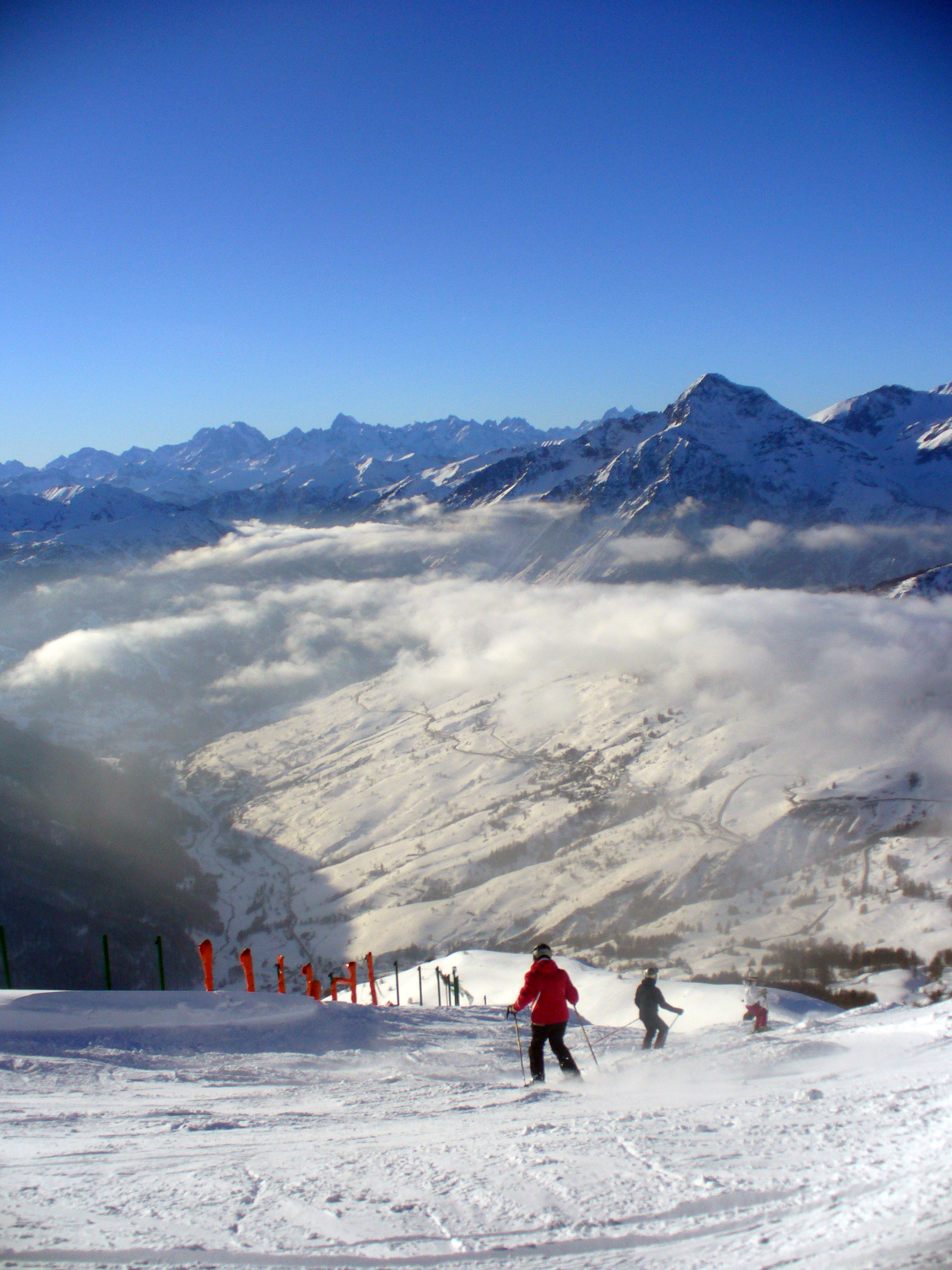
Sciatori sul Monte Sises

Sestriere è rinomata soprattutto come sede di sport invernali: appuntamento fisso di Coppa del Mondo di sci alpino sin dalla primissima edizione, ha ospitato i Campionati mondiali di sci alpino 1997. Nei mesi di febbraio e marzo del 2006 Sestriere è stata una delle sedi dei XX Giochi olimpici invernali e dei IX Giochi paralimpici invernali, per i quali ha ospitato le gare di sci alpino e uno dei tre villaggi olimpici.
Già città organizzatrice nel 1966 della IV Universiade invernale, nel 2025 Sestriere sarà sede delle gare di sci alpinismo dei XXXII Giochi mondiali universitari invernali di Torino.
A Sestriere è inoltre presente una delle principali sedi di sleddog italiane, la pratica delle escursioni con i cani da slitta nordici Siberian Husky

### Ciclismo

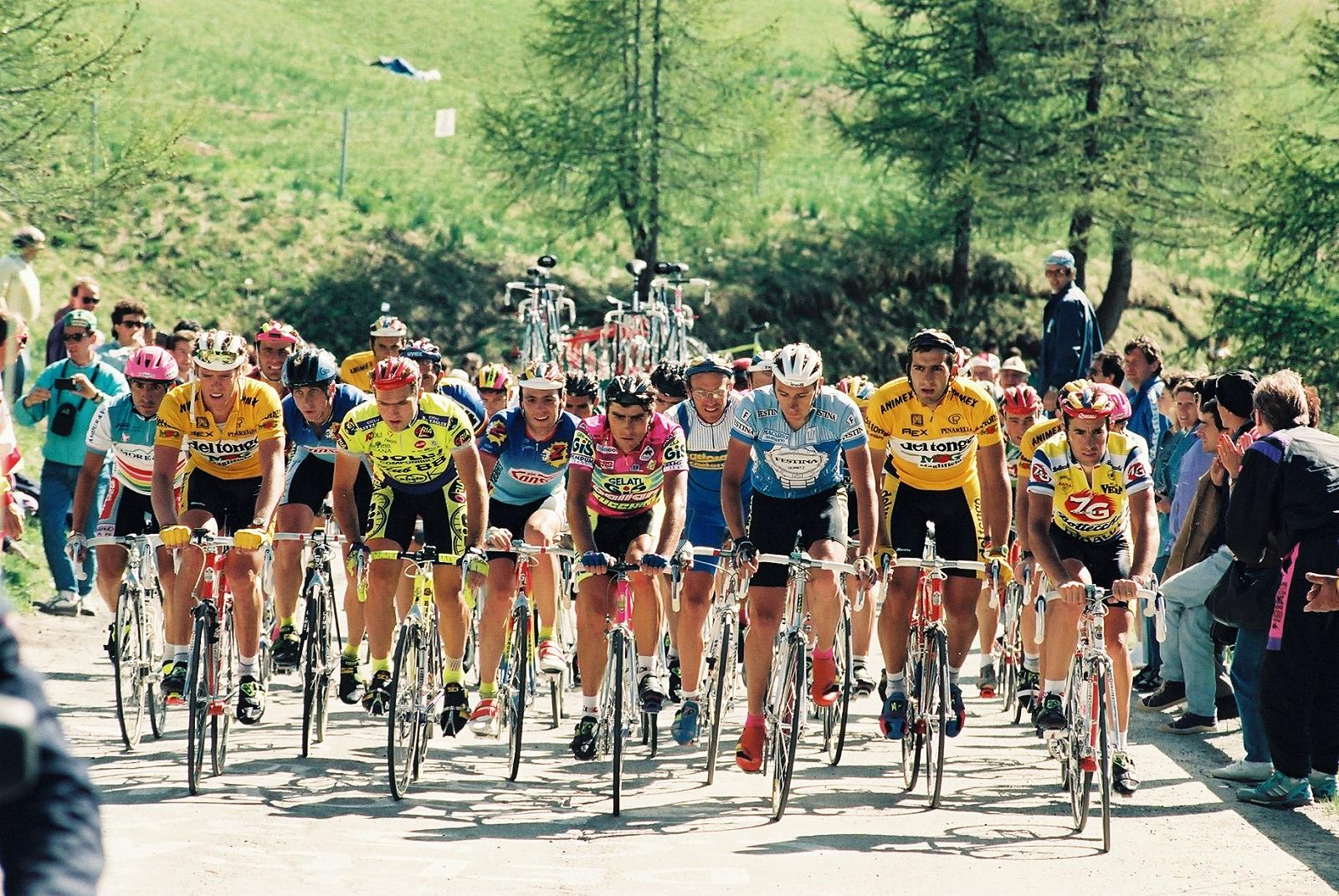
Giro d'Italia 1991

#### Giro d'Italia
Sestriere è stata più volte arrivo di tappa del Giro d'Italia: È stata inoltre località di passaggio di numerose tappe del Giro. La prima scalata avvenne il 23 maggio 1911 (tappa Mondovì-Torino), la prima volta che la corsa rosa si spinse oltre i 2.000 metri di quota. Altri passaggi sono avvenuti nel 1914, 1935, 1949, 1964, 1972, 1982, 1986, 1991, 1994, 2005, 2009, 2015, 2020 e 2025.   
| Anno | Tappa | Partenza                           | km  | Vincitore di tappa | Maglia rosa                       |
| ---- | ----- | ---------------------------------- | --- | ------------------ | --------------------------------- |
| 1991 | 13ª   | Savigliano                         | 192 | Eduardo Chozas     | Franco Chioccioli                 |
| 1993 | 19ª   | Pinerolo (cron. individuale)       | 55  | Miguel Indurain    | Miguel Indurain                   |
| 1994 | 21ª   | Les Deux Alpes (FRA)               | 121 | Pascal Richard     | Evgenij Berzin                    |
| 2000 | 20ª   | Briançon (FRA) (cron. individuale) | 32  | Jan Hruška         | Stefano Garzelli                  |
| 2005 | 19ª   | Savigliano                         | 190 | José Rujano        | Paolo Savoldelli                  |
| 2011 | 20ª   | Verbania                           | 242 | Vasil' Kiryenka    | Alberto Contador Michele Scarponi |
| 2015 | 20ª   | Saint-Vincent                      | 199 | Fabio Aru          | Alberto Contador                  |
| 2020 | 20ª   | Alba                               | 181 | Tao Geoghegan Hart | Jai Hindley                       |
| 2025 | 20ª   | Verrès                             | 205 | Chris Harper       | Simon Yates                       |

#### Tour de France
Sestriere è stata inoltre quattro volte sede di arrivo di tappa del Tour de France:. Quattro passaggi di tappe del Tour de France nel 1961, 1966, 2011 e 2024. 
- 1952, 11ª tappa, Le Bourg-d'Oisans-Sestriere, vinta dalla maglia gialla Fausto Coppi;
- 1992, 13ª tappa, Saint-Gervais-les-Bains-Sestriere, vinta da Claudio Chiappucci;
- 1996, 9ª tappa, Le Monêtier-les-Bains[42]-Sestriere, vinta da Bjarne Riis;
- 1999, 9ª tappa, Le Grand-Bornand-Sestriere, vinta dalla maglia gialla Lance Armstrong, con il risultato in seguito annullato a causa del doping dell'americano.[43]

Tranne che per l'edizione del 1996, negli altri tre casi in cui Sestriere era stata sede di arrivo di tappa il comune piemontese il giorno seguente fu anche sede di partenza di tappa della corsa francese:
- 1952, 12ª tappa, Sestriere-Principato di Monaco, vinta da Jan Nolten;
- 1992, 14ª tappa, Sestriere-Alpe d'Huez, vinta da Andrew Hampsten;
- 1999, 10ª tappa, Sestriere-Alpe d'Huez, vinta da Giuseppe Guerini.

### Atletica leggera
Per quanto concerne l'atletica leggera, Sestriere è  stata teatro di 9 edizioni del Meeting Internazionale del Sestriere, disputate dal 1988 al 1996, che vide la realizzazione di diversi record del mondo, favoriti dall'altura, tra cui quello del salto con l'asta outdoor del 31 luglio 1994 di Sergey Bubka con 6,14 m, rimasto imbattuto per venti anni, e quello non convalidato per eccesso di vento nel salto in lungo di 8,96 m di Iván Pedroso.

### Automobilismo
Dal 1961 Sestriere ospita l'arrivo della gara automobilistica Cesana-Sestriere, una cronoscalata di oltre 10 km che nel corso degli anni è stata altresì considerata come gara valida per il Campionato Europeo ed Italiano della Montagna.

### Calcio
Sestriere ha ospitato dal 23 maggio al 5 giugno 2010 il ritiro pre-mondiale della nazionale di calcio italiana per fare abituare i giocatori al clima e dell'altitudine che avrebbero trovato in Sudafrica in occasione delle imminenti partite di Coppa del Mondo.